# Episodi di Professor Young (prima stagione)
La prima stagione della serie televisiva Professor Young viene trasmessa in Canada su YTV dal 1º marzo 2011 e in Italia su Disney XD dal 16 gennaio 2012, tutti i giorni alle 20:00. Invece su Disney Channel Italia è stata trasmessa dal 7 febbraio 2012 alle 14:25, dal martedì a venerdì. Frisbee l'ha trasmessa in prima tv dal 1º novembre 2012
| nº    | Titolo originale   | Titolo italiano        | Prima TV Canada   | Prima TV Italia         |
| ----- | ------------------ | ---------------------- | ----------------- | ----------------------- |
| 1     | Mr. Young          | Il professor Young     | 1º marzo 2011     | 16 gennaio 2012         |
| 2     | Mr. Roboto         | Mr. Roboto             | 8 marzo 2011      | 17 gennaio 2012         |
| 3     | Mr. Detention      | Il professor punizione | 15 marzo 2011     | 18 gennaio 2012         |
| 4     | Mr. Inventor       | Il piccolo chimico     | 22 marzo 2011     | 19 gennaio 2012         |
| 5     | Mr. Younger Man    | Mr. Younger Man        | 29 marzo 2011     | 20 gennaio 2012         |
| 6     | Mr. DNA            | Indagine nel passato   | 5 aprile 2011     | 23 gennaio 2012         |
| 7     | Mr. Honest         | Il gas della verità    | 12 aprile 2011    | 24 gennaio 2012         |
| 8     | Mr. Ballerina      | Mr. Ballerina          | 3 maggio 2011     | 25 gennaio 2012         |
| 9     | Mr. Talent         | Lo show dei talenti    | 17 maggio 2011    | 26 gennaio 2012         |
| 10    | Mr. Big Brother    | Il fratello di Adam    | 14 giugno 2011    | 27 gennaio 2012         |
| 11    | Mr. Shakespeare    | Mr. Shakespeare        | 12 luglio 2011    | 13 febbraio 2012        |
| 12    | Mr. Meteor         | Notte sotto le stelle  | 9 agosto 2011     | 14 febbraio 2012        |
| 13    | Mr. Impossible     | Rivampirizzati         | 30 agosto 2011    | 15 febbraio 2012        |
| 14    | Mr. Marvelous      | Mr. Marvelous          | 6 settembre 2011  | 16 febbraio 2012        |
| 15    | Mr. Dog            | Mr. Dog                | 13 settembre 2011 | 17 febbraio 2012        |
| 16    | Mr. School Song    | Inno della scuola      | 20 settembre 2011 | 20 febbraio 2012        |
| 17    | Mr. Picture Day    | Il giorno della foto   | 4 ottobre 2011    | 21 febbraio 2012        |
| 18    | Mr. Tickleschmootz | Mr. Tickleschootz      | 18 ottobre 2011   | 22 febbraio 2012        |
| 19    | Mr. Mummy          | La festa di Halloween  | 22 ottobre 2011   | 23 febbraio 2012        |
| 20    | Mr. Elderman       | L'anziano supplente    | 1º novembre 2011  | 24 febbraio 2012        |
| 21    | Mr. Servant        | L'asta di beneficenza  | 8 novembre 2011   | 27 febbraio 2012        |
| 22    | Mr. Masterpiece    | Caccia al capolavoro   | 15 novembre 2011  | 28 febbraio 2012        |
| 23    | Mr. Brain          | Il piccolo genio       | 22 novembre 2011  | 5 marzo 2012            |
| 24-25 | Mr. Space          | Il ritorno             | 29 novembre 2011  | 1º marzo - 2 marzo 2012 |
| 26    | Mr. Moth           | Troppi feromoni        | 19 marzo 2012     | 29 febbraio 2012        |

## Il professor Young
Adam Young va a lavorare alla Finnegan High School come professore nonostante abbia 14 anni li ritroverà Derby, un amico di infanzia e si imbatterà in Slab un bullo che proverà a rubargli la chiave ma Adam la riavrà con un duello. Verso la fine dell'episodio prova a confessare il suo amore per Echo una sua allieva

## Mr. Roboto
Adam inventa un robot Arthur che presenta come nuovo studente, Arthur farà subito colpo su Ivy la sorella maggiore di Adam e userà la sua forza per distruggere Tater

## Il professor punizione
Adam cerca in tutti i modi di uscire dalla scuola insieme a Echo ma viene tutto rovinato quando Tater lo incarica insieme a Derby come sorvegliante per gli studenti in punizione. Un giorno però Derby viene punito al posto di Slab e quest'ultimo torna a casa con Echo e la invita a vedere la maratona di Guerre Stellari.

## Il piccolo chimico
Adam produce del gelato usando delle sostanze chimiche ma Derby le mescola a caso producendo una formula per far crescere i capelli, questa formula attirerà l'attenzione di un uomo che cercherà di farne pubblicità ma qualcosa non va e i capelli di Tater (usato come cavia) crescono fino a oscuragli la faccia

## Mr. Younger Man
Una ragazza, Sydney va a fare visita alla scuola di Adam e gli dà un appuntamento per una serata al planetario ma mette in imbarazzo Adam che crede di piacerle alla fine però lei lo bacia sulle labbra facendo ingelosire Echo.

## Indagine nel passato
Nella Finnegan non ci sono più cheerleader sostituite dalla signorina Byrne che causa disgusto agli studenti allora Adam chiede a Tater come mai le abbia tolte e lui racconta che le ha tolte a causa dell'"Incidente del 1985": Rachel, la madre di Adam allora cheerleader doveva presentarsi a un raduno con le altre cheerleader ma non aveva finito un collage della guerra del 1812 che la signorina Byrne le aveva assegnato e Rachel si sporca le mani di colla appiccicando un costume da pollo che Tater aveva sulla testa di questo che non riesce più a staccarsela. Adam cerca di sapere chi sia il responsabile esaminando il DNA e scopre che la colpa era della madre di Slab.

## Il gas della verità
Adam cerca di riprodurre un vulcano con sapone colorato e rilascia gas della verità quindi cerca di stare alla larga da Echo per evitare che gli scappi la verità ma alla fine Tater risolverà tutto

## Mr. Ballerina
Adam scopre che Slab balla allora cerca di entrare nella sua scuola di danza e fargli foto per ricattarlo ma alla fine lui e Derby diventeranno ballerini e dovranno affrontare un imbarazzante spettacolo di danza visto che ci sarà tanto pubblico (e i suoi compagni) così si nasconderà ma alla fine confesserà a tutti che balla venendo preso in giro

## Lo show dei talenti
Tater organizza uno show dei talenti e punisce chi non vuole partecipare alla fine i numeri saranno questi: Derby si esibirà in "Demolizioni Derby", Ivy scriverà sms comici ed Echo canterà una canzone ma Adam cercherà di sabotarla

## Il fratello di Adam
Adam vorrebbe avere un fratello allora gli viene assegnato un fratello minore tramite internet e si daranno appuntamento in un parcogiochi, intanto a Derby è stata assegnata una sorella minore ma lei lo perseguita. Poi a causa di un errore ad Adam viene assegnato uno troppo grande per lui

## Mr. Shakespeare
Va in scena "Romeo e Giulietta" alla Finnegan e Adam cerca di avere la parte per baciare Echo ma la parte andrà a Derby

## Notte sotto le stelle
Adam finge ci sia un meteorite e fa una lezione serale all'aperto ai suoi allievi

## Mr. Marvelous
Adam si veste da Mr. Marvelous per riottenere il fumetto di Mr. Marvelous che Slab gli ha rubato ma Echo lo intervista al "Tg della Finnegan" e un bambino chiede a Mr. Marvelous (Adam) di riavere il suo cane portato in un canile da un signore malvagio che intrappolerà Adam

## Mr. Dog
Un professore ruba ad Adam un progetto e lui allora per recuperarlo fa fingere a Derby di essere un cane alla fine Adam otterrà il progetto e collaborerà con quest'altro professore

## Inno della scuola
Vengono fatte delle selezioni per un inno scolastico alla Finnegan e si candidano Tater, Miss Byrne, Derby, Echo, Slab, Ivy e Adam deve votare ma alla fine si uniscono per montare un unico inno

## La festa di Halloween
La Finnegan viene scelta per l'anteprima di un film horror basato su un libro e Adam dice alla madre che c'è un colloquio solo per stare con i suoi amici ma la madre lo scopre e finisce nei guai

## L'anziano supplente
Adam si veste da Mr. Helderman un professore anziano e Tater licenzia Adam pensando che Mr. Helderman sia lui e decide di fare una gara tra i due prof e Mr. Helderman (Derby in realtà) vince e lui finge sia morto per essere confermato come professore

## L'asta di beneficenza
Tater lancia un'asta per la quale ognuno deve aiutare un altro: Slab aiuterà Tater, Adam aiuterà Ivy, Echo aiuterà Miss Byrne e Derby aiuterà Dang ma finirà che Slab cercherà di far diventare Tater un bullo, Ivy costringerà Adam a diventare una femmina ma lei (lui) conquisterà Hutch il fidanzato di Ivy, Echo cercherà di far diventare Miss Byrne più moderna e Derby si farà insegnare da Dang tutto quello che sa

## Caccia al capolavoro
Adam, Derby ed Echo cercano di recuperare un capolavoro di un certo Fernando e allora si fingeranno studenti anni trenta per far recuperare alla Signorina Byrne la memoria e ritroveranno i dipinti ma se ne pentiranno subito. Nel frattempo Tater è alle prese con una giornalista

## Il piccolo genio
Un bambino diventa più intelligente di Adam allora lui ingelosito lo saboterà facendolo diventare più stupido

## Il ritorno
Derby, Echo, Slab e Ivy dovevano fare uno scherzo a Tater: tirargli una palla di neve ma a causa di un errore Adam diventa la vittima allora lui offeso se ne va dalla scuola e diventa ufficiale della NASA ma dovrà portare caffè e yogurt ai personali Derby, Echo, Slab ed Ivy sono tristi e allora cercano di raggiungerlo ma tra Tater che vuole sabotare il tutto e una partecipazione al circo sarà difficile alla fine però lo raggiungeranno e finiranno nello spazio ma alla fine Adam riuscirà a tornare sulla terra ottenendo una promozione ma lui deciderà di tornare alla Finnegan School

## Troppi feromoni
Adam si fa un bagno di feromoni per attirare Echo ma attirerà le falene che lo lasceranno nudo. Nel frattempo Ivy organizza un party vietnamita perché Dang ha nostalgia di casa.